# Kazimierz Dłuski
Kazimierz Dłuski, né 1er novembre 1855 à Sosnówka en Podolie et mort le 6 septembre 1930 à Otwock, est un homme politique et médecin polonais, activiste social et militant du Parti socialiste polonais, beau-frère de Marie Curie.

## Biographie
Étudiant à l'université de Varsovie (1877), il organise les premiers cercles socialistes à la capitale polonaise. En raison de diverses controverses politiques et accusé d'anarchisme, il doit s'exiler à Genève (1878) où il collabore avec Ludwik Waryński à la création de la revue socialiste Równość (Égalité), publiant aussi dans Walka Klas (La lutte des classes) éditée à Genève et d'autres revues polonaises. En 1881, il participe au congrès socialiste de Coire. 
À partir de 1881, il vit à Paris, où il étudie de sciences politiques et de médecine, toujours très actif dans le mouvement socialiste et dans la presse socialiste en langue polonaise. Il publie des articles mais aussi des brochures et une collection de ses articles intitulée Esquisses historiques et sociales publié à Zurich en 1898. Il y rencontre sa femme Bronisława, également médecin et la sœur aînée de Maria Skłodowska-Curie. Ils se marient le 4 septembre 1891. Leur appartement à Paris est ouvert aux émigrants politiques de Pologne et Stanisław Wojciechowski et Ignacy Mościcki sont souvent leurs invités.
En 1897, Dłuski visite Zakopane et décide d'y ouvrir un grand sanatorium moderne pour soigner la tuberculose et convainc Henryk Sienkiewicz, Ignacy Paderewski et sa belle-sœur Maria Skłodowska-Curie de le soutenir financièrement. 
En 1900, les Dłuski s'installent à Zakopane et le premier sanatorium de Pologne ouvre ses portes en 1902. Dłuski sera son directeur pendant seize ans et publie une série d'ouvrages scientifiques dans le domaine de la tuberculose.
Au cours de son séjour à Zakopane, il consacre beaucoup de temps au travail social. En 1912-20, il est le président de la Société des amis du Musée des Tatras et contribue grandement à son développement. Il est également l'un des fondateurs des Services de secours en montagnes de Tatra (Tatrzańskie Ochotnicze Pogotowie Ratunkowe en abrégé TOPR) dont il est le premier président de 1910-1919. Depuis la création en 1910 jusqu'en 1916, il est également le président de la Section des sciences naturelles de la société polonaise des Tatras et il soutient financièrement ses activités. Il participe également à la Section des études folkloriques et la Section de la protection des Tatras. 
Il est ami avec le révolutionnaire russe Borys Wigilew, et quand en août 1914 Lénine est emprisonné à Nowy Targ par les autorités autrichiennes, Kazimierz Dłuski et Władysław Orkan se portent garants pour lui afin de le libérer.
Pendant le Grande guerre, il soutient la création des légions polonaises de Józef Piłsudski. Il est l'un des délégués polonais à la Conférence de la Paix à Paris en 1919. La même année, il déménage avec sa femme à Varsovie, où en plus de ses études professionnelles et académiques et son travail de médecin, il développe une activité sociale soutenue.

## Récompenses et distinctions
- Officier de l'Ordre Polonia Restituta (1923)
- Commandeur de l'Ordre Polonia Restituta (1928)

## Travaux
- Mistrz wścieklica i spółka, avec Witold Piekarski, 1883
- Rokowanie w gruźlicy płuc, 1926
- O Jamach jawnych w płucach gruźliczych